# Союз писателей Чеченской Республики
Союз писателей Чеченской Республики — чеченская региональная творческая общественная организация, созданная в 1932 году. В начале 1990-х годов союз фактически перестал существовать. Воссоздан в 2000 году. По состоянию на 2009 год насчитывал более 70 действительных членов.

## История

### Становление
Секция чеченских писателей была создана при Грозненской ассоциации пролетарских писателей в 1929 году. Председателем секции был Саидбей Арсанов. Входили в секцию шесть человек — первые чеченские писатели, зачинатели чеченской литературы. Среди них Ахмад Нажаев, Абди Дудаев, Шамсуддин Айсханов, Саид Бадуев, Магомед Мамакаев, Нурдин Музаев.
В 1930 году в ряды чеченских писателей пришло молодое поколение: Халид Ошаев, Билал Саидов, Марьям Исаева, Магомед Сальмурзаев и другие. В связи с расширением сферы творческих интересов чеченских писателей, увеличением их численного состава в том же году чеченская секция Грозненской Ассоциации пролетарских писателей была преобразована в Чеченскую ассоциацию пролетарских писателей. Её руководителем стал уже известный в те годы поэт Магомет Мамакаев.
Становлению союза писателей Чечни оказывали помощь Максим Горький, поэты Николай Тихонов, Эдуард Багрицкий, Владимир Луговской, прозаики Александр Фадеев, Владимир Ставский и другие. Большую роль сыграл приезд в Грозный Александра Серафимовича 17 августа 1929 года. Серафимович провёл в Чечне полтора месяца. Он оказал заметное влияние на Саида Бадуева, Шамсуддина Айсханова, других чеченских писателей. Многие годы он оказывал большую творческую помощь Саидбею Арсанову в его работе над первым крупным произведением чеченской прозы — романом «Когда познаётся дружба». Влияние Серафимовича испытали на себе также Халид Ошаев, Магомед Мамакаев и другие чеченские писатели.
3 июля 1932 года Чеченский обком ВКП(б) принял постановление о реорганизации Чеченской ассоциации пролетарских писателей в Союз советских писателей Чеченской автономной области. Этим же решением был учреждён литературно-художественный альманах «Советская Чечня», в котором должны были публиковаться художественные произведения на чеченском языке. Председателем Союза писателей Чеченской автономной области был избран Шамсуддин Айсханов. Союз располагался в трёх комнатах особняка по улице Красных Фронтовиков (ныне улица Сайпудина Лорсанова).
3 ноября 1932 года в Москве прошёл первый расширенный пленум организационного комитета Союза писателей СССР, в котором принимали участие представители Союза писателей Чечни Ш. Айсханов, С. Арсанов и С. Бадуев. В своём выступлении на пленуме Бадуев рассказал о трудностях на пути становления чеченской литературы, главной из которых назвал отсутствие опыта художественного творчества. Он попросил помощи у русских писателей:
Я обращаюсь к профессиональным писателям с единственной просьбой — чтобы эти писатели, как Лев Толстой, как Лермонтов, как Пушкин… приезжали бы в наши горы хоть один раз в 10 лет и показали нам, растущим молодым писателям, как подойти к той или другой теме, какую горную тематику взять, как это делал Лев Толстой в «Хаджи-Мурате», Лермонтов в «Измаил-Бее», и чтобы они сами написали что-нибудь из горской жизни, из горской тематики. Серафимович приезжал к нам в позапрошлом году, пробыл полтора месяца в Чечне, и мы надеемся, что он скоро нам что-нибудь даст.
В 1933 году в первом номере литературно-художественный альманаха были опубликованы произведения чеченских писателей: очерк «Тракторист Джунид» и статья «Наш учитель Максим Горький» Саида Бадуева, рассказ «Колхозник на курорте» Шамсуддина Айсханова, стихи и поэмы Ахмада Нажаева, Магомеда Мамакаева и других.
На первом организационном съезде Союза писателей СССР в чеченскую делегацию, возглавляемую Шамсуддином Айсхановым, входили Саид Бадуев, Магомед Мамакаев и Нурдин Музаев.

### Конец 1930-х — начало 1940-х годов
Репрессии 1937—1938 годов уничтожили значительную часть творческой интеллигенции, а сохранившиеся её единичные представители были деморализованы. Из 12 членов Союза писателей Чечено-Ингушетии было арестовано 9 человек, осуждено 7 человек, расстреляно 4 человека.
Были расстреляны Шамсуддин Айсханов, Ахмад Нажаев, Абди Дудаев, Саид Бадуев. В последующие годы в различных источниках утверждалось, что они скончались в лагерях в 1943 году. Были арестованы Абдурахман Авторханов, Магомед Сальмурзаев и другие.
В 1940-е годы началась вторая волна репрессий. Был продлён срок осуждённому ещё в 1932 году Саидбею Арсанову. Почти восемнадцать лет провёл в ссылке в городе Игарка Магомет Мамакаев. Пятнадцать лет провёл в лагерях Магадана Халид Ошаев, четырнадцать лет там же провёл Арби Мамакаев.
Тем не менее Союз писателей Чечено-Ингушетии продолжал работать. 18 ноября 1940 года Совет народных комиссаров Чечено-Ингушской АССР принял постановление, в котором говорилось:
Совет Народных Комиссаров отмечает, что за истекшие два года республиканский Союз советских писателей численно вырос, творчески окреп и имеет ряд достижений в своей работе. Изданы два сборника стихов чечено-ингушских поэтов на русском языке и 10 сборников поэм и стихов на родном языке. Театры республики получили 4 пьесы на местные темы. Переведены на чеченский и ингушский языки произведения классиков русской литературы: Пушкина, Лермонтова, Н. Некрасова, Крылова и других. Изданы в переводе на чеченский, ингушский языки произведения советских писателей и писателей братских республик: В. Маяковского, М. Горького, Н. Островского, Коста Хетагурова и др. Но наряду с этим Совет Народных Комиссаров ЧИАССР считает, что республиканский Союз советских писателей недостаточно руководит делом развития социалистической художественной литературы в республике…
Совнаркомом были намечены следующие задачи для Союза писателей:
а) принять все меры к созданию в ближайшие 2-3 года чечено-ингушской прозы, детской и антирелигиозной литературы и одноактных пьес для самодеятельных кружков;
б) организовать постоянную консультацию для начинающих писателей, народных певцов и сказателей…;

г) усилить работу по идейно-художественному воспитанию писателей путём организации лекций, семинаров, кружков и т. д.
Для помощи писателям в публикации их произведений 5 мая 1941 года обкомом ВКП(б) было принято постановление об издании литературно-художественного альманаха на трёх языках объёмом 6 печатных листов и тиражом 3 тысячи экземпляров.
В письме секретаря Чечено-Ингушского обкома ВКП(б) в ЦК ВКП(б) от 23 мая 1941 года говорилось:
Только за годы Советской власти создана чечено-ингушская литература и, несмотря на молодость, произведения писателей ЧИАССР печатают и переводят не только на русский язык, но также и на украинский, эстонский, киргизский, осетинский и другие языки. Такие журналы, как «Красная новь», «Новый мир», «Звезда», «Тридцать дней», «Дружба народов», печатают стихи поэтов Чечено-Ингушетии. Госполитиздатом в 1938 году издана книга «Чечено-Ингушская поэзия», Чечингиздатом изданы книги: «Поэты Чечено-Ингушетии», «Чечено-Ингушская лирика» и другие, которые пользуются огромной популярностью у читателей…
Создаётся чечено-ингушская драматургия. Пьесы писателей Чечено-Ингушетии ставит не только Чечено-Ингушский драматический театр, но и театр братской республики — Северо-Осетинской АССР.

Накоплено много материалов, относящихся непосредственно к народному творчеству, и другие…
В том же письме содержалась просьба обеспечить издание «Антологии чечено-ингушской литературы» в объёме 25 печатных листов в 1941 году. Но этим планам помешала Великая Отечественная война.

### Великая Отечественная война
В годы Великой Отечественной войны некоторые писатели ушли добровольцами на фронт: Нурдин Музаев, Магомед Мусаев, Мовла Ясаев, Ризван Хаджиев, Зайндин Муталибов.
Те писатели, что оставались в тылу по брони или состоянию здоровья (Арби Мамакаев, Магомед-Салах Гадаев, Магомет Сулаев, Билал Саидов, Марьям Исаева, Хасмагомед Эдилов и другие), трудились на разных участках народного хозяйства и своими произведениями активно участвовали в патриотическом воспитании, входили в агитационные бригады по художественному обслуживанию населения, в том числе проживающего в горных районах Чечено-Ингушетии, куда почти не доходили ни радио, ни газеты, ни книги. В частности, в постановлении обкома ВКП(б), принятом 17 января 1942 года, говорилось:
Поручить Управлению по делам искусств, правлению Союза писателей организовать 3 агитбригады для систематического обслуживания населения горных районов. Командировать на 3 месяца (с 1 февраля по 1 мая 1942 г.): в Галашкинский, Галанчожский и Итум-Калинский районы бригаду в составе артистов Димаева, Нальгиева, Кодзоева и поэта Мамакаева; в Шатойский, Чеберлоевский и Шароевский районы — бригаду в составе артистов Исламова, Садыкова и поэта Сулейманова; в Веденский, Саясановский и Ножай-Юртовский районы — бригаду в составе артистов Иримова, Давыдова, Исакова и поэта Саидова.
Писатель Пётр Павленко, побывавший в Чечне зимой 1943 года, писал:
Те, кто пережил в Грозном зиму 1943 года, навсегда сохранит в памяти его эпические будни. Население города составило тогда гарнизон крепости, которая в случае необходимости встретила бы врага на своих улицах, превращенных в узлы сопротивления. Настроение было спокойно-суровое, и уверенность в своих силах проглядывала решительно во всем. Это сказывалось и в литературе. Стихи чечено-ингушских поэтов звучали по радио ежедневно. Имена их появлялись в печати и в устных выступлениях так часто, что, казалось, они работали без отдыха.
Были опубликованы поэмы Магомеда Сулаева «Солнце победит», Н. Сергеева «Солнце в крови» (о подвигах Героя Советского Союза Ханпаши Нурадилова), фронтовые стихи и статьи З. Муталибова, поставлены на сцене драматических театров и на Чечено-Ингушском радиопьесы Арби Мамакаева «Разведка», «Гнев», «Матрос Майрбек».

### Депортация чеченцев и ингушей
Однако труд чеченских писателей и поэтов не спас их от депортации, которая началась 23 февраля 1944 года. В этот период национальная культура и литература находилась под фактическим запретом. Наконец, в 1955 году в Алма-Ате начала выходить газета «Знамя труда» на чеченском языке, возобновилось издание литературы на чеченском языке.

### После реабилитации
После начала возвращения чеченцев на родину в 1957 году Союз писателей был воссоздан. Его председателем был избран вернувшийся из ссылки Саидбей Арсанов. Он был руководителем Союза до 1958 года.
В период с 1958 по 1959 годы Союзом руководил поэт, прозаик, драматург Нурдин Музаев. Чечено-Ингушское книжное издательство издавало сборники рассказов, стихов и очерков, тематические сборники из произведений чеченских и ингушских писателей. Особое внимание уделялось работе с начинающими авторами.
Постановлением обкома КПСС в 1958 году был учреждён литературно-художественный альманах «Дружба», редактором которого стал Магомет Мамакаев. В первом номере альманаха были опубликованы произведения Шамсуддина Арсанукаева, Шимы Окуева, Абузара Айдамирова, Адиза Кусаева.
В 1960 году было решено разделить альманах на два независимых издания на чеченском и ингушском языках. Чеченский альманах получил название «Орга». В его редколлегию вошли Абдул-Хамид Хамидов, Нурдин Музаев, Магомед Сулаев. Альманах на ингушском языке получил название «Лоаман Iуйре» (с ингуш. — «Утро гор»). В его редколлегии состояли Багаутдин Зязиков, Хамзат Осмиев, Ахмет Ведзижев.
В 1959 году в Государственном издательстве художественной литературы вышла книга «Поэзия Чечено-Ингушетии». В сборник включены произведения Джемалдина Яндиева, Магомета Мамакаева, Нурдина Музаева, Хасмагомеда Эдилова, Хаджи-Бекира Муталиева, Ахмета Ведзижева, Арби Мамакаева, Хамзата Осмиева, стихи ряда других поэтов, произведения народного творчества, переведённые на русский язык Николаем Тихоновым и другими советскими поэтами.

### 1960-е — 1980-е годы
В 1961 году Председателем правления Союза писателей была избрана поэтесса Раиса Ахматова. Она руководила Союзом более 20 лет. Ею было очень много сделано для развития чеченской литературы, творчества писателей, расширения и укрепления межнациональных связей, роста численности членов Союза. При ней в республике были введены звания Народного писателя и Народного поэта Чечено-Ингушской АССР.
В 1977 году Указом Президиума Верховного Совета ЧИАССР звания Народных писателей республики были присвоены Абузару Айдамирову и Ахмету Бокову, а звания Народных поэтов республики Раисе Ахматовой и Джемалдину Яндиеву.
Одним из признаков признания успехов Союза писателей республики было проведение в Грозном Выездного заседания Секретариата правления Союза писателей РСФСР 24-27 ноября 1976 года. На заседаниях присутствовали известные советские писатели, поэты, критики, переводчики, представители национальных литератур всех автономных республики РСФСР, представители Всесоюзного бюро пропаганды художественной литературы, сотрудники издательств «Современник», «Детская литература», «Советский писатель», журналисты, представляющие журналы «Литературное обозрение», «Дон», «Кубань», еженедельник «Литературная Россия», республиканские, краевые и областные газеты. Среди гостей были председатель правления Союза писателей РСФСР Сергей Михалков, секретари правления Союза писателей РСФСР Даниил Гранин, Расул Гамзатов, Николай Дамдинов, Антонина Коптяева, Давид Кугультинов, Кайсын Кулиев, Виль Липатов и многие другие. С приветственным словом к гостям обратился председатель Президиума Верховного Совета Чечено-Ингушской АССР Хажбикар Боков.
Писатели России не только обсуждали свои проблемы, но и выезжали на встречи с читателями на предприятия и учебные заведения Грозного, Гудермеса, Назрани, в колхозы и совхозы республики. Выездное заседание закончилось большим литературным вечером во Дворце культуры имени В. И. Ленина.
В этот период увидели свет романы Магомед-Саида Плиева «Трудный перевал», «Цветы на снегу» Шимы Окуева, повесть «Александр Чеченский» Умара Гайсултанова, были переизданы исторические романы Магомеда Мамакаева «Мюрид революции» и трилогия Халида Ошаева «Пламенные годы». Появились произведения о современниках — романы «Звезда среди звёзд» А. Бокова, «Сила мечты» Нурдина Музаева, сборники рассказов «По горным дорогам» Абузара Айдамирова, «Любовь не прощает» Магомеда Мусаева, «Сила в дружбе» Хамзата Осмиева, повести «Поджог» А. Ведзижева, «Приговор» Х. Эдилова, «Чёрный портфель» и «Друзья» Умара Гайсултанова и другие.
Проявились молодые талантливые авторы: Адиз Кусаев, Виктор Богданов, Хож-Ахмед Берсанов, Иван Минтяк, Гирихан Гагиев, Хусейн Сатуев, Хамзат Саракаев, многие другие. В местных газетах, альманахах, на радио и телевидении выступали со своими стихами Джамураз Баймурадов, Зайнди Эсембаев, Мовлади Магомадов, Чага Гайрбеков, Ваха Баширов, Азаматгирей Угурчиев, Туган Арчаков, Сергей Попов, Александра Николаенко, Евгений Тарасов, Фатима Осмаева, Алвади Шайхиев.
Семидесятые — восьмидесятые годы XX века были самыми плодотворными в развитии чеченской литературы. В эти годы были изданы «Зелимхан» и «Мюрид революции» Магомеда Мамакаева, «Долгие ночи» Абузара Айдамирова, стихи и поэмы Нурдина Музаева, Магомеда Сулаева, Шайхи Арсанукаева, Раисы Ахматовой, Ахмада Сулейманова и других. Признание читателей в этот период получила проза Умара Гайсултанова, Магомеда Мусаева, Шимы Окуева, У. Ахмадова, С. Юсупова и других. В чеченской поэзии громко заявили о себе молодые поэты Магомед Дикаев, Саид Гацаев, Магомед Кибиев, Хусейн Сатуев, Адиз Кусаев, Эдуард Мамакаев и т. д. В чеченской литературе появилась профессиональная критика: об этом говорят литературоведческие работы и исследования Хасана Туркаева, Юши Айдаева, Казбека Гайтукаева, Г. Индербаева.
В эти же годы чеченская литература понесла невосполнимые потери. Ушли из жизни Абдул-Хамид Хамидов, Магомед Мамакаев, Халид Ошаев, Нурдин Музаев, Умар Гайсултанов, Саид Юсупов и Магомед Дикаев.
В 1987 году председателем Союза писателей стал Евгений Чебалин, который занимал эту должность вплоть до своего отъезда из республики в 1988 году. Следующим председателем в 1988-1990 годах был Шайхи Арсанукаев.

### 1990-е годы
В 1990—1994 годах председателем Союза писателей стал Казбек Гайтукаев, в 1994—1999 годах эту должность снова занял Шайхи Арсанукаев.
Политические процессы 1990-х годов негативно отразились на всех сторонах жизни, в том числе и на литературе. Возникли проблемы с изданием книг и их распространением, сохранением имеющихся собраний и библиотек. Кроме того, снятие ограничений на литературную деятельность привело к тому, что ряды литераторов пополнили случайные люди.
Помимо негативных последствий процессов, проходивших в 1990-е годы в России, для всей российской литературы, все стороны жизни Чечни понесли дополнительный урон вследствие двух чеченских войн. Многие чеченские деятели культуры вынуждены были покинуть Чечню (Апти Бисултанов, Ахъяд Гайтукаев), некоторые погибли в результате военных действий, третьи вынуждены были оставить литературную деятельность.

### 2000-е годы
Решение о восстановлении писательской организации Чеченской Республики было принято в январе 2000 года на выездном пленуме Союза писателей России в Гудермесе. Первым председателем воссозданного союза был назначен поэт и журналист Ямлихан Хасбулатов, старший брат политика Руслана Хасбулатова.
Первый съезд воссозданного Союза писателей Чеченской Республики прошёл марте 2004 года. На нём был избран новый председатель — писатель, публицист и общественный деятель Абузар Айдамиров, который пробыл на этом посту до своей смерти, после которой его в 2005 году сменил поэт Эдуард Мамакаев, сын классика чеченской литературы Арби Мамакаева. С 2008 по 2009 года Союз возглавлял Дукуваха Абдурахманов. Благодаря его деятельности было получено новое здание, решены организационные вопросы технического обеспечения: оснащение мебелью, оргтехникой и транспортом. 16 мая 2009 года прошел съезд Союза писателей Чеченской республики, на котором Дукуваха Абдурахманов попросил освободить его от обязанностей председателя Союза в связи с загруженностью его в качестве спикера Парламента ЧР. Съезд принял отставку и единогласно избрал новым председателем доктора экономических наук, лауреата Государственной премии Российской Федерации в области литературы и искусства Канта Ибрагимова.
Собственное здание союзу вернули летом 2008 года.
В 2021 году председателем Союза стал Аламахад Ельсаев.
В апреле 2022 года Союз начал издавать собственный журнал «Йаздархо» (с чеч. — «писатель»).

## Председатели Союза писателей
- 1932 — Шамсудин Айсханов;
- 1937—1939 — Нурдин Музаев;
- 1957—1958 — Саидбей Арсанов;
- 1958—1959 — Нурдин Музаев;
- 1959—1961 — Абдул-Хамид Хамидов;
- 1961—1983 — Раиса Ахматова;
- 1983—1988 — Евгений Чебалин;
- 1988—1990 — Шайхи Арсанукаев;
- 1990—1994 — Казбек Гайтукаев;
- 1994—1999 — Шайхи Арсанукаев;
- 2000—2004 — Ямлихан Хасбулатов;
- 2004—2005 — Абузар Айдамиров;
- 2005—2008 — Эдуард Мамакаев;
- 2008—2009 — Дукуваха Абдурахманов;
- 2009—2021 — Канта Ибрагимов;
- 2021—н. в. — Аламахад Ельсаев.